# جویزلی (شاوشات)
جویزلی (به ترکی استانبولی: Cevizli) یک منطقهٔ مسکونی در ترکیه است که در شاوشات واقع شده‌است. جویزلی ۳۶۱ نفر جمعیت دارد.